# Sam Totman
Sam Totman (Londra, 26 aprile 1974) è un chitarrista britannico, fondatore e leader della speed power metal band DragonForce.

## Biografia
Nasce in Inghilterra nel 1974 ma si trasferisce, ancora bambino, in Nuova Zelanda. Già da piccolo si appassiona alla musica e a 9 anni compra la sua prima chitarra.

### Carriera
La sua attività inizia nel 1991, quando si unisce ai Karnage, band death metal dalla vita breve, con un solo demo all'attivo. Nel 1993, scioltisi i Karnage, Sam fonda con l'amico bassista e cantante Lindsay Dawson e il batterista dei Karnage Stephen Francis (in seguito con i Bulletbelt) i Demoniac, band black metal con influenze power metal, con i quali pubblica due album, Prepare for War nel 1994 e Stormblade nel 1996. Nel 1997 i Demoniac si trasferiscono in Inghilterra e, dopo aver pubblicato un terzo album, The Fire and the Wind nel 1999, si sciolgono.

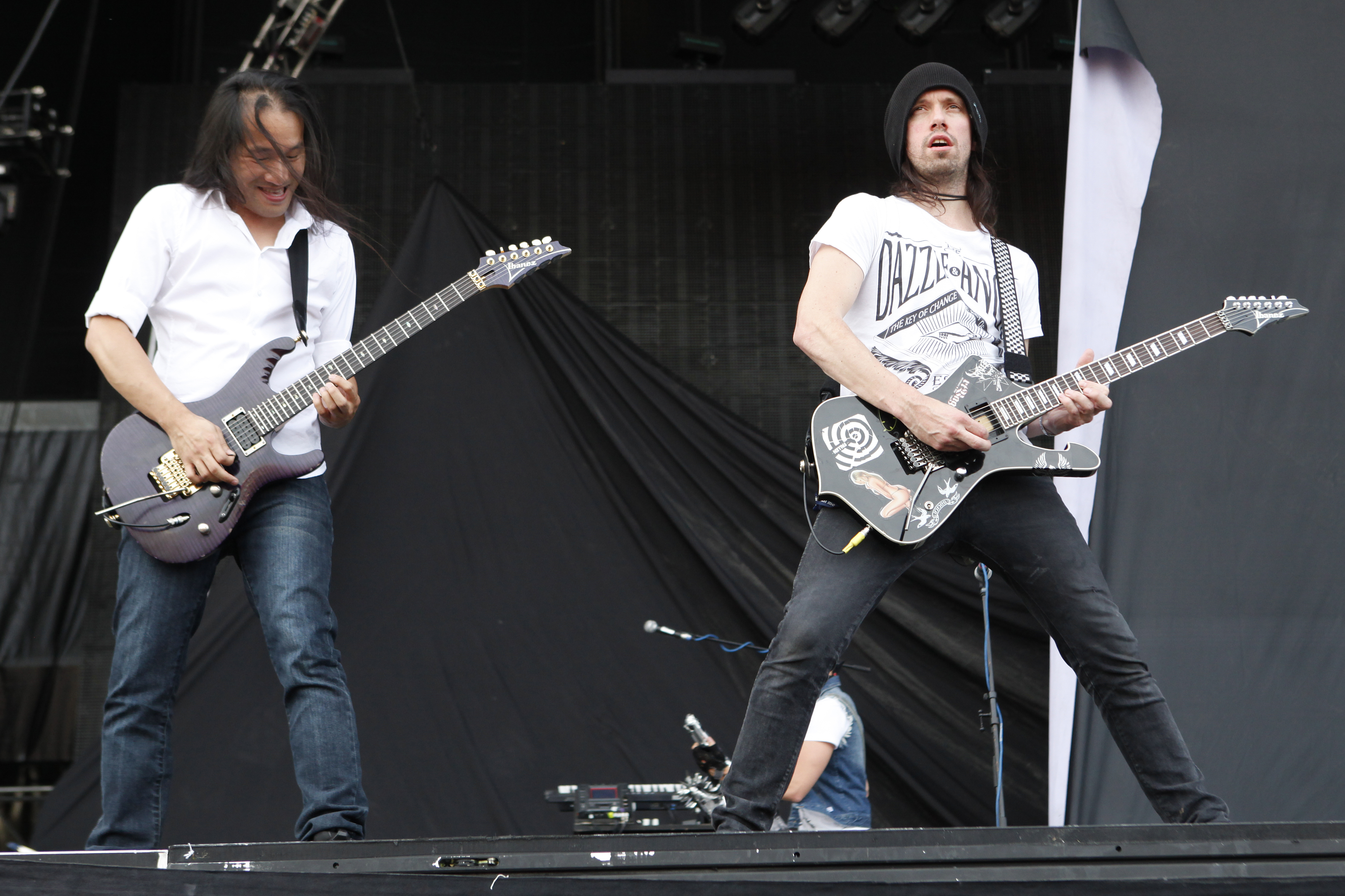
Herman Li e Sam Totman nel 2013

Sam allora con il chitarrista Herman Li e il batterista Matej Setinc, entrambi membri dell'ultima formazione dei Demoniac, fonda un nuovo gruppo orientato al power metal, i Dragonheart. A loro si uniscono il tastierista Steve Williams e il cantante ZP Theart, e il gruppo si reca in studio nel 2000 per registrare una demo. Parallelamente al lavoro con i Dragonheart, Sam fonda un progetto punk rock con tematiche sui ninja, gli Shadow Warriors, insieme a Theart. Nel 2000 gli Shadow Warriors pubblicano la loro prima demo, Power of the Ninja Sword. Nel 2001, per problemi di copyright con un altro gruppo, è costretto a cambiare il nome dei Dragonheart in DragonForce. Nello stesso anno registra come membro di sessione una demo con i Power Quest e, subito dopo la pubblicazione di essa, decide di entrare a far parte del gruppo.
L'anno seguente registra con i Power Quest il loro album di debutto, Wings of Forever. Nel 2003 i DragonForce pubblicano il loro primo album, Valley of the Damned, e Sam decide di uscire dai Power Quest per dedicarsi a tempo pieno al suo gruppo. Da quel momento in poi i DragonForce diventano la principale occupazione di Sam (che è anche il principale compositore della band) e il chitarrista registra con loro due album, Sonic Firestorm nel 2004 e Inhuman Rampage nel 2006. Nel 2008, a causa dell'intensa attività live del gruppo, Sam è costretto a sciogliere gli Shadow Warriors, e nello stesso anno i Dragonforce pubblicano il loro quarto album, Ultra Beatdown. Nel 2010 il cantante ZP lascia il gruppo, e Sam interrompe la composizione del nuovo album per cercare un nuovo frontman. Il sostituto di Theart viene trovato nel marzo del 2011 in Marc Hudson. Nel gennaio del 2012 Sam ricompone a sorpresa gli Shadow Warriors e pubblica una seconda demo, Ninja Eclipse. Nell'aprile 2012 i DragonForce pubblicano il loro quinto album intitolato The Power Within.
Nel 2015 collabora con il gruppo giapponese Babymetal insieme a Herman Li, registrando le chitarre per il singolo Road of Resistance.

## Stile
Nelle sue esecuzioni, come in quelle del collega Herman Li, il tasso tecnico è molto alto. Il suo modo di suonare consiste in veloci assoli per tutto il brano, eseguiti anche con varie tecniche classiche del metal, tra cui prevale il tapping.

## Equipaggiamento
Sam Totman è endorser per Ibanez, la quale, nel 2008, mette in produzione il suo modello signature, la STM1 Sam Totman Model, basato sulla Iceman, con pickups DiMarzio e dal costo contenuto.
- Ibanez STM2 Sam Totman Model 2
- Ibanez STM1 Sam Totman Model
- Jackson Custom King V
- Ibanez VBT700 Custom V
- Ibanez Iceman ICT700
- Ibanez IC400 Iceman
- Peavey Triple X Cab
- Jackson RR3
- Kramer Vanguard

## Discografia
Con i Demoniac 
- 1994 - Prepare for War
- 1996 - Stormblade
- 1999 - The Fire and the Wind
- 1999 - Demons of the Night (EP)

 Con i DragonForce 
- 2003 - Valley of the Damned
- 2004 - Sonic Firestorm
- 2006 - Inhuman Rampage
- 2008 - Ultra Beatdown
- 2012 - The Power Within
- 2014 - Maximum Overload
- 2017 - Reaching Into Infinity
- 2019 - Extreme Power Metal

 Con gli Shadow Warriors 

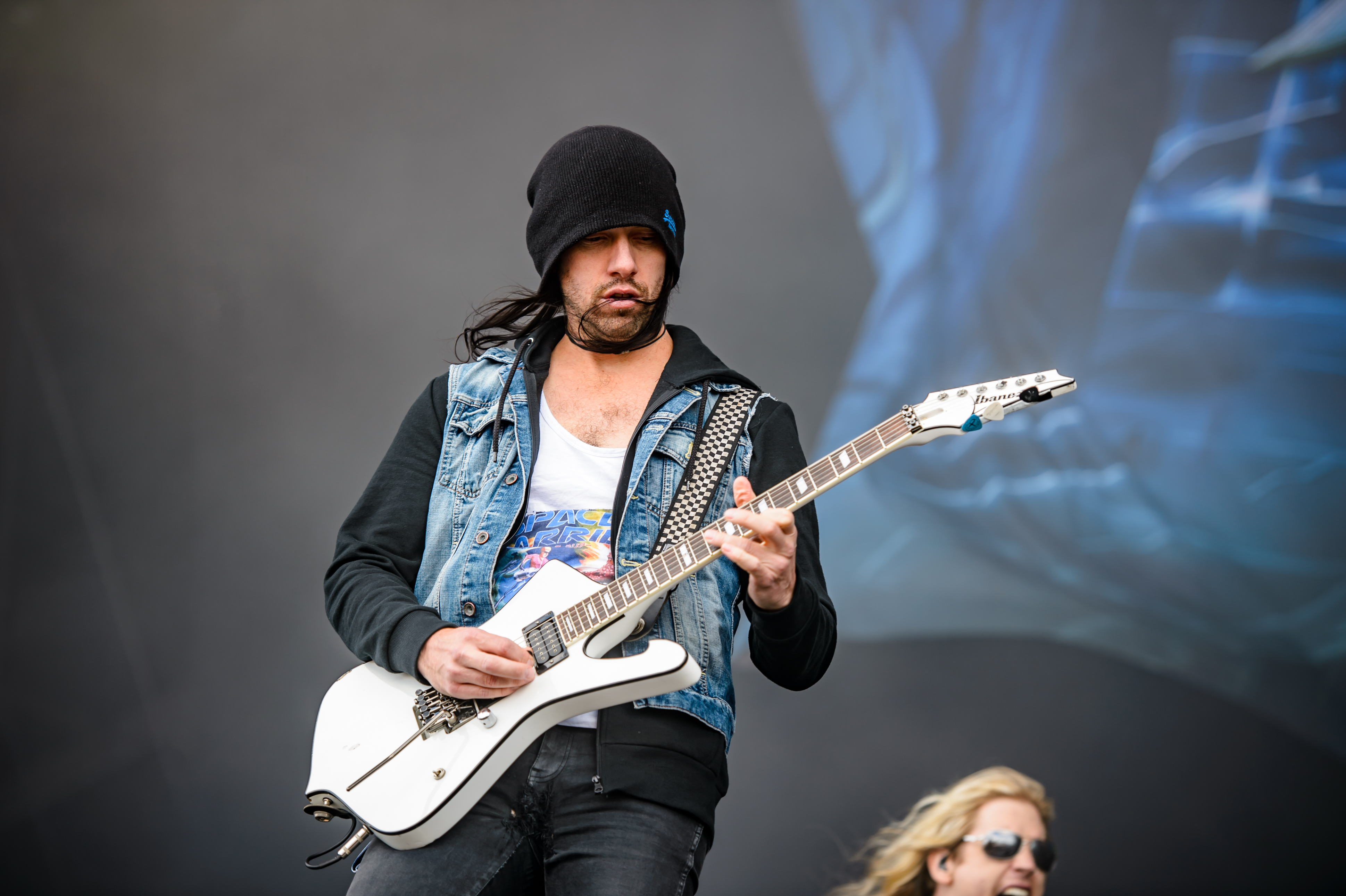
Sam Totman nel 2016

- 2001 - Power of the Ninja Sword (demo)
- 2012 - Ninja Eclipse (demo)

 Con i Power Quest 
- 2002 - Wings of Forever
- 2003 - Neverworld (come guest)

 Altre partecipazioni 
- 2015 - Babymetal - Road of Resistance